# Dimitri Vangelis & Wyman
Dimitri Vangelis & Wyman är en duo av discjockeyer och producenter av elektronisk musik, bildad av svenskarna Dimitri Vangelis och Andreas Christoffer Wiman. Duon bildades 2010 i Stockholm, där de för närvarande (2020) är bosatta. De har samarbetat med Mike Perry i låten Changes, med  Dzeko i låten The King, och i Payback tillsammans med  Steve Angello.

## Diskografi
- 2011: Ignited (Nero Recordings)
- 2012: Roll The Dice ( Columbia)
- 2012: Russia ( Columbia)
- 2013: Pieces Of Light (med Jonny Rose) ( Columbia)
- 2013: Silver Sun (med Anna Yvette) ( Armada,  Columbia)
- 2014: ID2 (Size Records)
- 2014: Rebel (med AN21) (Size Records)
- 2014: Payback (med Steve Angello) (Size Records,  Columbia)
- 2015: Survivor ( Columbia)
- 2015: Zonk (Size Records)
- 2015: Live Love Die (feat. Sirena) ( Columbia)
- 2015: Metamorphic (med Gazlind) (Size Records)
- 2015: Running (med Tom Cane) (Buce Records)
- 2016: Empire (med Tom Staar) (Buce Records)
- 2016: Reflection (Buce Records)
- 2016: Daylight (med Yves V) (Spinnin 'Records)
- 2016: Horns (Buce Records)
- 2016: Daylight (With You) (med Yves V) (Spinnin 'Records)
- 2017: Grizzly (med Futuristic Polar Bears) (Buce Records)
- 2017: Legacy (Buce Records)
- 2017: Shine (Buce Records)
- 2018: Vamos (med Brian Coss & Abel The Kid) (Buce Records)
- 2018: Phantom (Buce Records)
- 2018: Born At Night (Buce Records)
- 2018: Acid Drop (med Futuristic Polar Bears) (Buce Records)
- 2019: Pyramids (med Paul Green) (Buce Records)
- 2019: Penny (Buce Records)
- 2019: Changes (med  Mike Perry och Ten Times feat. The Companions)) ( Columbia / DF Records)
- 2019: The King (med  Dzeko) (Buce Records / Musical Freedom)
- 2020: ID8 (med Sem Vox) (Buce Records)
- 2020 : Pacifier (Buce Records)
- 2020 : Coming Home (med  Mike Perry) (Buce Records)
- 2020 : Pew Pew (med Teamworx) (Buce Records)

### Remixes
- 2011: Therese – Remedy (Dimitri Vangelis & Wyman Remix) [Pope Records]
- 2011: Audible, Mikael Weermets - Free feat. Max C (Dimitri Vangelis & Wyman Remix) [Kingdom]
- 2011: DJ DLG – Visions Of Love (Dimitri Vangelis & Wyman Mix) [Lazor Music]
- 2011: Lo-Fi-Fnk – Boom (Dimitri Vangelis & Wyman Remix) [Auryn Music]
- 2011: Dinka – Reach For Me feat. Hadley, Danny Inzerillo (Dimitri Vangelis & Wyman Remix) [PinkStar Records]
- 2011: Coldplay – The Scientist (Dimitri Vangelis & Wyman Remix)
- 2012: EDX – 9 to Believe In feat. Cookie (Dimitri Vangelis & Wyman Remix) [Serial Records]
- 2012: EDX – This Is Your Life feat. Nadia Ali (Dimitri Vangelis & Wyman Remix) [Serial 1YRecords]
- 2012: Miike Snow – Bavarian #1 (Dimitri Vangelis and Wyman remix) [Robotberget]
- 2013: Tiësto, Max Vangeli, AN21, Lover Lover - People Of The Night (Dimitri Vangelis & Wyman Remix) [Size Records]
- 2014: Tom Odell – Another Love (Dimitri Vangelis & Wyman Remix)  [Columbia (Sony)]
- 2015: Seinabo Sey - Younger (Dimitri Vangelis & Wyman Remix)
- 2016: Seeb feat. Neev - Breathe (Dimitri Vangelis & Wyman Remix)
- 2017: Jenia X Mr. Styles – Stories (Dimitri Vangelis & Wyman Mix) [Buce Records]